# Адъютанты любви
«Адъютанты любви» — российский телевизионный сериал в жанре исторической авантюрной мелодрамы. В центре событий яркие и интересные герои, чья история личной жизни вплетена в историю жизни Европы. Сплетение любовных линий, предательство, ревность, интриги, разоблачение врагов России и мировой порядок.

## Сюжет
Главный герой — Пётр Черкасов, основатель русской военной разведки. Он ловок, умён, умеет читать по губам, стрелять без промаха, очаровывать женщин и дружить с мужчинами. Пётр раскрывает планы французов, борется с врагами и сводит на нет подпольные игры дипломатов, стараясь удержать хрупкий мир между двумя державами — Россией и Францией.
Вместе с тем, герои пытаются найти свою любовь, стать свободными людьми нового века, подняться над патриархальными понятиями «отцов», но разочаровываются, неожиданно понимая, что важным может быть и простое человеческое счастье.
Сценарий фильма основан на вымышленных сюжетах, хотя в нём действуют, наряду с придуманными, и реальные исторические персонажи.

## В ролях

### Главные роли
- Никита Панфилов — Пётр Иванович Черкасов — сын Ивана Егоровича и Евдокии Дмитриевны Черкасовых. Единокровный брат (по отцу) маркиза д’Арни. Племянник Аглаи Ланской. Двоюродный брат Варвары Ланской. Крестник Бориса Курагина. Лучший друг Платона Толстого и Михаила Лугина. Влюблён в Ольгу Лопухину (княгиню Ольгу Монго-Столыпину) с детства. Позже влюбляется в Ксению фон Зак (приёмную дочь графа Палена), которая рожает ему сына, маленького Петра Черкасова. Муж / Вдовец Ксении.
- Карина Разумовская — Ольга Николаевна Лопухина (княгиня Ольга Николаевна Монго-Столыпина) — сирота. Внучка Анны Лопухиной. Лучшая подруга Варвары Ланской. Была влюблена в Петра Черкасова с детства. Потом, чтобы досадить Петру, вышла замуж за Романа Монго-Столыпина, в которого к концу сериала по настоящему влюбляется. Позже родила от своего мужа дочь, княжну Анну Романовну Монго-Столыпину. Считая своего мужа мёртвым (со слов Сибари), долгое время носила траур. Впоследствии узнала, что её муж жив и воссоединилась с ним, при этом отговорив его от пострига в Орден Иллюминатов.
- Андрей Ильин — князь Роман Евгеньевич Монго-Столыпин — известный богач Петербурга. Муж Ольги Лопухиной (княгини Ольги Монго-Столыпиной). Отец княжны Анны Романовны Монго-Столыпиной. Едва не принял постриг в Орден Иллюминатов, но был спасён Ольгой. Был заложником Спартака.
- Александр Арсентьев — маркиз д’Арни (Иван Иванович Черкасов) — сын Ивана Черкасова и турчанки Ясмин. Единокровный брат (по отцу) Петра Черкасова. Дядя маленького Петра Черкасова (сына Петра Черкасова — старшего и Ксении фон Зак). Безответно влюблён в Ксению фон Зак.
- Юлия Жигалина — † Ксения фон Зак — приёмная дочь военного губернатора графа фон дер Палена. Взаимно влюблена в Петра Черкасова и вышла за него замуж. Мать маленького Петра Черкасова.
- Алла Казанская — Анна Антоновна Лопухина — бабушка Ольги Лопухиной (Монго-Столыпиной). Была глухонемой, но благодаря Моабад-хану излечилась от глухоты и немоты.
- Максим Радугин — Моабад-хан — Возлюбленный, позднее жених Варвары Ланской.
- Мария Козлова — Варвара Петровна Ланская — дочь Аглаи Ланской, племянница Евдокии Черкасовой, двоюродная сестра Петра Черкасова, падчерица Дмитрия Неврева. Лучшая подруга Ольги Лопухиной (княгини Ольги Монго-Столыпиной). Возлюбленная/невеста Моабад-хана. Была заложницей Спартака.
- Дарья Михайлова — Евдокия Дмитриевна Черкасова — сестра Аглаи Ланской. Вдова Ивана Егоровича Черкасова. Мать Петра Черкасова. Бабушка маленького Петра Черкасова.
- Марина Зудина — Аглая Дмитриевна Ланская — сестра Евдокии Черкасовой, жена Дмитрия Неврева. Мать Варвары Ланской. Тётя Петра Черкасова. Будущая тёща Моабад-хана.

### Другие роли
- Павел Баршак — Михаил Алексеевич Лугин, друг Платона Толстого и Петра Черкасова.
- Илья Бледный — Луи Антуан Анри де Бурбон-Конде, герцог Энгиенский.
- Александр Абдулов — адмирал Горацио Нельсон.
- Светлана Брагарник — Летиция Рамолино, жена Карло Буонапарте, мать Наполеона.
- Сергей Виноградов — Дмитрий Мокеевич Неврев, муж Аглаи Ланской, отчим Варвары Ланской.
- Евгений Власенко — Платон Александрович Зубов.
- Максим Дрозд — Барнабас, слуга Юлии де Перпеньяк.
- Армен Джигарханян — Учитель / Спартак, Глава Ордена Иллюминатов.
- Александр Ефимов — Александр I, император России / † Леандр, актёр
- Алексей Завьялов — Адам Адамович Чарторыйский, бывший любовник Елизаветы Алексеевны.
- Валерий Золотухин — Александр Васильевич Суворов.
- Виталий Коваленко — Наполеон I Бонапарт, император Франции.
- Екатерина Крупенина — Аграфена Митрофанова.
- Андрей Кузичев — Алексей Яковлевич Охотников, тайный возлюбленный Елизаветы Алексеевны.
- Кристина Кузьмина — Елизавета Алексеевна (Луиза Мария Августа Баденская), императрица России, жена Александра I, тайная возлюбленная Алексея Охотникова.
- Авангард Леонтьев — Павел I, император России, сын Екатерины II и Петра III, муж Марии Фёдоровны.
- Олег Мазуров — Луи Констан Вери.
- Владимир Малков — генерал Леонтий Леонтьевич Беннигсен.
- Евгений Миллер — Клеон, актёр.
- Диана Морозова — маркиза Юлия де Перпеньяк, французская актриса, любовница Александра I.
- Валерий Ненашев — Иван Дмитриевич Демьянов, филёр.
- Елена Петраченкова — Маруся, проститутка.
- Елена Подкаминская — Полина Бонапарт, принцесса Франции, сестра Наполеона.
- Ирина Низина — Жозефина Богарне, императрица Франции, жена Наполеона, мать Гортензии Богарне.
- Юлия Майборода — Гортензия Богарне, принцесса Франции, дочь Жозефины и Александра Богарне, приёмная дочь Наполеона.
- Борис Никифоров — священник.
- Сергей Перегудов — великий князь Константин Павлович, брат Александра I.
- Павел Поймалов — граф Иван Кутайсов.
- Галина Польских — Мадлен.
- Дмитрий Дьяконов — Степан, крепостной музыкант.
- Дмитрий Попов — Степан, крепостной музыкант (замена).
- Ольга Прокофьева — Мария Фёдоровна (София Доротея Августа Луиза Вюртембергская), императрица России, жена / вдова Павла I.
- Виктор Сергачёв — Карл, слуга Спартака.
- Владимир Скворцов — Жак Сибари.
- Александр Смирнов — Уильям Питт Младший, премьер-министр Великобритании.
- Андрей Смоляков — Шарль Талейран.
- Виталий Хаев — Жозеф Фуше.
- Сергей Сотников — Реджинальд Скотт.
- Дмитрий Супонин — Михаил Илларионович Кутузов
- Анна Тришкина — великая княжна Екатерина Павловна (Катиш), дочь Марии Фёдоровны и Павла I, сестра Александра I и Константина.
- Александр Устюгов — Платон Платонович Толстой, друг Михаила Лугина и Петра Черкасова, влюблённый в Варвару Ланскую.
- Михаил Химичев — Джага-хан.
- Ольга Фадеева — Акулина, крепостная актриса.
- Александр Филиппенко — Борис Александрович Курагин, крёстный отец Петра Черкасова.
- Борис Хвошнянский — Анатоль, комиссар тайной полиции.
- Алла Юганова — Зося Ставинская.
- Игорь Ясулович — граф граф Пётр Алексеевич фон дер Пален, военный губернатор, приёмный отец Ксении фон Зак.
- Николай Козак — генерал Уваров.
- Виталий Емашов — полицейский в тайной канцелярии.

## Съёмочная группа
- Автор сценария — Елена Гремина
- Авторы сюжетов — Анна Аносова, Родион Белецкий, Сергей Калужанов, Дмитрий Ланчихин, Дмитрий Шубиц
- Авторы идеи — Геннадий Ни-Ли, Михаил Щедринский
- Главный режиссёр — Михаил Мокеев
- Главный оператор — Антон Хмельков

## Критика
«Адъютанты любви» по оригинальному сценарию Елены Греминой оказались слишком медленным и сложным повествованием для сугубо массовой аудитории, но при этом слишком банальным и мелодраматичным для продвинутых зрителей.